# Cal Cabré (Pradell de la Teixeta)
Cal Cabré és una casa de Pradell de la Teixeta (Priorat) inclosa a l'Inventari del Patrimoni Arquitectònic de Catalunya.

## Descripció
Edifici de planta rectangular, bastit de maçoneria arrebossada i pintada, cobert per teulada a dues vessants, de planta baixa, pis i golfes. A la façana s'obren la porta, una finestra i un balcó a la planta baixa, tres balcons i tres finestres a les golfes. Cal destacar la porta dovellada.

## Història
Malgrat que l'edifici actual fou bastit a principis del segle xix, la construcció aprofità elements preexistents d'un edifici anterior.